# Eadburh de Winchester
Pour les articles homonymes, voir Eadburh.
Eadburh de Winchester est une religieuse anglo-saxonne de la première moitié du Xe siècle.

## Biographie
Eadburh est la fille du roi Édouard l'Ancien et de sa troisième femme Eadgifu. D'après l'hagiographie qui lui a consacré Osbert de Clare, elle entre en religion à l'âge de trois ans au Nunnaminster, un couvent situé à Winchester, et elle y reste jusqu'à sa mort, à l'âge de trente ans. La présence d'une princesse de la maison de Wessex au sein du couvent contribue certainement à son enrichissement. La seule trace contemporaine de son existence est une charte émise par son demi-frère Æthelstan, le successeur d'Édouard, qui lui fait don d'un domaine à Droxford, dans le Hampshire.

## Culte
Un culte se développe rapidement autour d'Eadburh, avec une fête le 15 juin, jour anniversaire de sa mort. Ses reliques sont transférées du cimetière du couvent à un emplacement près du maître-autel de l'église du Nunnaminster dès les années 960. Cette translation est célébrée le 18 juillet. Quelques années plus tard, l'évêque Æthelwold de Winchester préside à un second transfert des reliques d'Eadburh, dans un reliquaire en argent. Son culte reste très populaire à Winchester jusqu'à la fin de la période anglo-saxonne.
L'abbaye de Pershore, dans le Worcestershire, affirme détenir une partie des reliques d'Eadburh à partir du XIIe siècle, mais il est possible qu'il s'agisse d'une confusion avec une autre sainte portant le même nom. Une confusion similaire expliquerait le culte d'Eadburh à Bicester, dans l'Oxfordshire.